# Кищинослободской сельсовет
Кищинослободской сельсовет — упразднённая административно-территориальная единица на территории Борисовского района Минской области Белоруссии.

## История
18 декабря 2009 года Кищинослободской сельсовет Борисовского района упразднён.
Населённые пункты Вильяново, Кищина Слобода, Пасека, Подберезье, Садовщина, Селище, Стрелковцы, Тимки включены в состав Пригородного сельсовета.

## Состав
Кищинослободской сельсовет включал 8 населённых пунктов:
- Вильяново — деревня
- Кищина Слобода — деревня
- Пасека — деревня
- Подберезье — деревня
- Садовщина — деревня
- Селище — деревня
- Стрелковцы — деревня
- Тимки — деревня